# Mundo virtual
Um mundo virtual é um ambiente imersivo simulado através de recursos computacionais, destinado a ser habitado e permitir a interação dos seus usuários através de avatares (representações personificadas do usuário dentro do ambiente digital). Possuem o conceito de persistência, isto é, o estado de seus objetos se preservam independente da presença do usuário.
Dentro do modelo reality-virtual continuum, de Paul Milgran, o mundo virtual tende a estar mais próximo do extremo virtual reality, embora, conceitualmente, possa também existir em níveis distintos de virtualidade.

## Classificação de mundos virtuais
Os mundos virtuais podem ser classificados de acordo com sua proximidade com a realidade e objetivo; dentre estas classificações, temos:
- Metaversos: buscam replicar a realidade em sua física e personificação do indivíduo (que tende a ser humano ou, no máximo, humanóide) e obedece, na maior parte das vezes, as mecânicas existentes no mundo real. Os metaversos assemelham-se a simuladores.
- MMORPGs (massive multiplayer online role-playing games): possuem caráter lúdico, onde os maiores exemplos são jogos como World of Warcraft, a série The Sims e SimCity. A representação do indivíduo não necessariamente busca atender à realidade (ou seja, podem ser elementos antropomórficos ou imaginários) e a vivência neste ambiente possui mecânicas físico-químicas próprias
- Paraversos: mesclam a realidade e a virtualidade através do dispositivo de acesso. O usuário não é projetado através de um avatar, mas interage com a virtualidade pelo dispositivo. O exemplo mais claro são as aplicações de Realidade Aumentada.

## Metaversos
Este modelo de virtualização sugere replicar a realidade, criar uma cópia fidedigna das regras físicas, químicas e de valores existentes no mundo real. Os ambientes mais facilmente classificáveis como metaversos são os simuladores. Simuladores existem para que atividades realizadas pelos indivíduos no mundo real (ou, os conflitos a que ele estará exposto) possam ser replicadas dentro de um ambiente controlado e livre de riscos. Pilotos de aviação passam horas treinando em simuladores que emulam cabines de diferentes modelos de aviões e enfrentam situações de perigo que poderão encontrar na vida real. Ao treinarem e executarem os procedimentos em um simulador, tornam-se mais capazes de lidar com situações similares, caso ocorram, quando estiverem atrás de um manche de um 747. O objetivo neste tipo de simulador é replicar o máximo possível as sensações e relações de causa e consequência sobre cada decisão tomada frente a um problema. A cabine dos pilotos é montada sobre eixos hidráulicos que se movimentam e telas de alta definição cobrem o cockpit, juntamente com todos as alavancas e botões que imediatamente acionam comandos aos eixos hidráulicos e às telas, ou melhor, ao avião virtual que estão pilotando.
Outro tipo de simulador pode não ter este grau de detalhamento, mas também encantam por sugerirem a vivência de experiências que podem ser inalcançáveis para as pessoas. Jogos para computador e consoles (videogames) que imitam uma corrida de Fórmula 1, com todos os ajustes possíveis no veículo e reações de tela que tentam replicar com o máximo de realidade, os impactos causados por acidentes entre os corredores.
Ao incluir controles que tremem em função de ocorrências na pista, ruídos distribuídos entre as caixas de som que posicionem a origem do ruído espacialmente com relação ao jogador, e cadeiras que se movimentam ou geram pontos de pressão no corpo do jogador são elementos que tratam de imergi-lo ainda mais nesta realidade alternativa justamente ao ativar outros sentidos deste sentido.
Os metaversos podem apresentar objetivos lineares, ou seja, um claro caminho por onde o individuo deverá seguir, ou ser aberto o suficiente para replicar a incerteza dos acontecimentos da vida.

## MMORPG's
Usualmente de caráter lúdico, não se preocupa em replicar regras e funcionamento da vida real, seja em como o ambiente se comporta como em quem são os seres que o habitam. Em linhas gerais, determinam uma vida linear, estabelecendo metas e objetivos evolutivos. Por basear-se na evolução, tende a criar diferenciações entre os seres (chamando-os de raças ou espécies) justamente de maneira a determinar o crescimento individual (ou do grupo ao qual pertence o indivíduo) em relação a outro grupo.

## Paraversos
Os paraversos unem o mundo real e elementos virtuais para construção de um significado. Nesse modelo, informações ou interações complementares são adicionadas à vivência do mundo real para ampliar/aprofundar a compreensão do real com a utilização desses complementos virtuais, podendo ou não serem alterados em função do contexto geográfico (geolocalização).
A forma mais popular de paraverso são aplicações de realidade aumentada, onde informações (elementos) adicionais, e virtuais, são acrescidos à representação visual do mundo real.

## Mundo virtual na educação
Estão sendo usados atualmente como uma ferramenta educacional que estimula o aprendizado à distância. Cooper (2003) fala sobre a importância de diferenciar este tipo de propostas educacionais do resto da aprendizagem on-line, em que a ideia de "comunidade educacional" é fomentada em maior medida.
Hoje existem muitos mundos virtuais criados para fins educacionais. Podemos encontrar tanto Campus Virtual (Universidades, Institutos ...), como jogos tipo MMORPG, entre outros.

## Futuro
Os mundos virtuais poderão conduzir a uma "mobilidade" da mão de obra que poderá ter um impacto na competitividade nacional e organizacional de forma semelhante às mudanças registadas com a mobilidade das mercadorias e, posteriormente, com a mobilidade da mão de obra.
Os mundos virtuais podem funcionar cada vez mais como centros de comércio, trocas comerciais e negócios. O comércio de activos virtuais é maciço e está a crescer; por exemplo, as receitas do Second Life atingiram cerca de 7 milhões de dólares americanos por mês, em 2011. Empresas do mundo real, como a Coca-Cola, utilizaram mundos virtuais para publicitar a sua marca.